# Albert Kriemler
Alberto Kriemler (San Gallo, 7 febbraio 1960) è uno stilista svizzero, direttore creativo dell’azienda familiare di moda di lusso svizzera Akris, ruolo che ricopre dal 1980.

## Biografia
Albert Kriemler nasce il 7 febbraio 1960 a San Gallo. Cresciuto con i suoi genitori e sua nonna, fondatrice di Akris, in una casa familiare su più livelli e multigenerazionale.
Dall’età di 15 anni, accompagna spesso i genitori alle fiere di tessuti. Nel 1976, durante un viaggio a Parigi, Kriemler assiste alla sua prima sfilata di Yves Saint Laurent. Negli anni ‘70, i genitori di Kriemler, Max e Ute, ampliano la portata di Akris, producendo prêt-à-porter per case di moda come Ted Lapidus e Givenchy. Hubert de Givenchy diventa un amico di famiglia. Dopo il liceo, Kriemler progetta di trasferirsi a Parigi per un apprendistato sotto Givenchy e per studiare all’École de la Chambre Syndicale de la Couture. I suoi piani vengono stravolti dall’improvvisa scomparsa di un importante collaboratore del padre. Nel 1980, all’età di 20 anni, Kriemler viene incoraggiato dal padre a entrare nell’azienda come direttore creativo.

## Carriera
Insieme al fratello Peter, presidente di Akris, entrato in azienda nel 1987, Albert Kriemler continua a rafforzare la presenza internazionale del brand.
Con Akris, Kriemler porta avanti la tradizione tessile di San Gallo, assumendo artigiani locali, e modernizzando il ricamo di San Gallo con un approccio architettonico.
Nel 1988, Dawn Mello, direttrice del settore moda e presidente di Bergdorf Goodman, visita lo showroom di Akris ed effettua il primo ordine di una loro collezione destinata al magazzino sulla Fifth Avenue di New York. Negli anni 2000, i suoi modelli diventano i più venduti da Bergdorf Goodman.
Nel 2004, Albert Kriemler inizia a presentare Akris sulle passerelle parigine, incorporando nelle sue collezioni temi di arte contemporanea e architettura. Collabora con artisti come Thomas Ruff (2014), Carmen Herrera (2017), Rodney Graham (2017), Alexander Girard (2018), Geta Brătescu (2019), Imi Knoebel (2021), e architetti come Herzog & de Meuron (2007) e Sou Fujimoto (2016).
Kriemler collabora con il coreografo di balletto John Neumeier per disegnare i costumi dell’ensemble nella produzione 2005/06 di Neumeier con la Filarmonica di Vienna. La loro collaborazione prosegue per quasi 20 anni con progetti di balletto. Kriemler è autore dei costumi di coreografie di Neumeier come: Epilogue (2024), Beethoven Project II (2021), Turangalîla (2016), The Legend of Joseph ad Amburgo (2008) e Vienna (2015), e per la prima ballerina Anna Laudere nel ruolo di Anna Karenina nell’omonimo balletto, coprodotto con il Bolshoi Ballet di Mosca e il National Ballet of Canada di Toronto (2017).
Nel 2020 collabora con il fotografo e regista olandese Anton Corbijn per un film di moda di cinque minuti su una collezione che ha trovato ispirazione nel lavoro dell’artista Imi Knoebel.
Per il centenario di Akris, Kriemler è co-curatore di una mostra al Museum für Gestaltung Zürich, che presenta per la prima volta opere d’arte originali e collezioni Akris una accanto all’altra.

### Stile
Spiegando la sua filosofia, Kriemler afferma che “si dovrebbe notare prima la donna, poi il suo abito” e che i vestiti devono avere “una consapevolezza della personalità individuale”. Per lui questo concetto viene espresso al meglio con la parola tedesca “selbstverständlich” (pronuncia: zɛlpst.fɛɐ̯.ˈʃtɛn.tlɪç), che indica una sensazione e un’apparenza di semplicità e disinvoltura.
Nel 1995, Kriemler è uno dei primi stilisti a collaborare con Steven Klein e con l’allora modella Stella Tennant per la prima campagna di Akris. Continua a lavorare con il fotografo Steven Klein per 15 anni e arruola Daphne Guinness per la sua prima campagna di borse nella primavera del 2010.
Tra le sue clienti figurano Jessica Chastain, Lily Collins, Cate Blanchett, Lupita Nyong'o, Katie Holmes, Michelle Obama, Indra Nooyi e Kamala Harris.

### Innovazioni
Albert Kriemler è un pioniere della tecnologia di stampa fotografica digitale. Nel 2008, ha presentato una collezione ispirata all'artista e amico Ian Hamilton Finlay, incorporando un nuovo metodo di stampa digitale delle fotografie.
Da allora, Albert Kriemler unisce la tecnologia digitale all’artigianato tradizionale. Nel 2014, in collaborazione con Forster Rohner, sviluppa un ricamo a LED ispirato a Sterne di Thomas Ruff (1989-1992). Uno di questi abiti impreziositi da LED fa parte della collezione permanente del Museo di Arti Applicate (MAK) di Vienna, in Austria.

## Onorificenze
Nel 2008, Kriemler riceve il premio Grand Prix Design dall’Ufficio Federale Svizzero della Cultura, e viene premiato con lo Swiss Design Award per i suoi risultati come “il più importante ambasciatore internazionale per la creazione di moda nel design”. Nel 2010, viene premiato per il fashion design ai Fashion Group International Awards a New York.
Nel 2016, Wallpaper Magazine di Londra conferisce a Kriemler il “Design Award 2016 Best Alliance” per la collaborazione con l’architetto Sou Fujimoto. Nello stesso anno, riceve il Couture Council Award for Artistry of Fashion 2016 presso il Museum of FIT di New York per il suo impegno nell’eccellenza dell’artigianato e nel “rendere la moda moderna”.